# Korpokkur
Korpokkur (コロポックル Koropokkuru?), también escrito como koro-pok-kuru, korobokkuru, korbokkur, koropokkur o koro-pok-guru, son una raza de gente pequeña en el folclore del pueblo ainu de las islas del norte de Japón. El nombre se analiza tradicionalmente como un compuesto tripartito de kor o koro («petasite gigante»), pok («debajo») y kur o kuru («persona») y se interpreta como «personas debajo de las hojas del Fuki» en el idioma ainu.

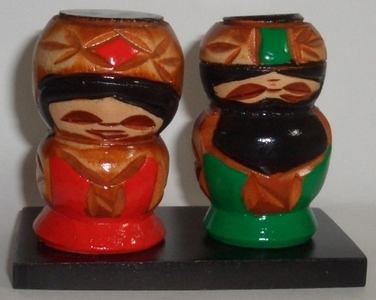
Muñecas de madera korpokkur.

Los ainu creen que los korpokkur eran las personas que vivían en sus tierras antes de que los mismos ainu vivieran allí. Eran de baja estatura, ágiles y hábiles para la pesca. Vivían en pozos con techos hechos con hojas de petasita.
Hace mucho tiempo, los korpokkur se encontraban en buenos términos con los ainu y les enviaban ciervos, peces y otros animales de caza e intercambiaban bienes con ellos. Sin embargo, la gente pequeña odiaba ser vista, por lo que hacían sus entregas sigilosamente al amparo de la noche.
Un día, un joven ainu decidió que quería ver un korpokkur por sí mismo, por lo que esperó en una emboscada junto a la ventana donde solían dejar sus regalos. Cuando un korpokkur vino a colocar algo allí, el joven lo agarró de la mano y lo arrastró hacia adentro. Resultó ser una hermosa mujer korpokkur, que estaba tan furiosa por la rudeza del joven que, desde entonces, no se ha vuelto a ver a su gente desde entonces. Según los ainus, los pozos, cerámicas e implementos de piedras de los korpokkur aún permanecen esparcidos por el paisaje.